# Porngrind
Porngrind (andere Schreibweisen: Pornogrind, Porn-Grind) ist ein Subgenre des Grindcore und entstand Anfang der 1990er-Jahre. Ausschlaggebend für eine Zuordnung zu diesem Genre sind Texte mit pornografischem Inhalt.

## Entstehung
Porngrind entwickelte sich Anfang der 1990er-Jahre, als Pioniere des Genres gelten in Europa die deutschen Gruppen Dead und GUT sowie in den USA die Bands Lividity und Waco Jesus. Die pornografischen Themen zeigen sich meist grotesk überhöht sowohl in den Texten als auch in den Artworks und dem Auftreten der Musiker und definieren die Zugehörigkeit zu diesem Genre. Musikalisch liegen die Wurzeln sowohl im Grindcore als auch im Death Metal. Typisch für den Porngrind ist ein dominanter Groove und mittels eines Pitch Shifters verzerrter Gesang. Zu den bekannten heutigen Vertretern gehören Cock and Ball Torture und Cliteater.